# Варварівка (Синельниківський район)
Варва́рівка — село в Україні, у Славгородській селищній територіальній громаді Синельниківського району Дніпропетровської області. Населення за переписом 2001 року становить 623 особи.

## Географія
Село Варварівка розташоване на лівому березі річки Осокорівка, вище за течією на відстані 3,5 км розташоване село Павлівка, нижче за течією на відстані 5,5 км розташоване село Олександропіль, на протилежному березі — село Мар'ївське. По селу протікає пересихаючий струмок з загатою. Через село проходить автомобільна дорога М18 (E105).

## Історія
На околицях Варварівки відкрито поселення та кургани доби бронзи (III—І тисячоліття до Р. Х.), а також поховання пізніх кочовиків у курганах (XIV—XV століття).
Перша половина XIX століття — дата заснування.
7 (20) листопада 1917 року, відповідно до Третього Універсалу Української Центральної Ради, увійшло до складу Української Народної Республіки.
До 2017 року орган місцевого самоврядування — Варварівська сільська рада.
12 червня 2020 року, відповідно до розпорядження Кабінету Міністрів України № 709-р від «Про визначення адміністративних центрів та затвердження територій територіальних громад Дніпропетровської області», увійшло до складу Славгородської селищної громади.
19 липня 2020 року, в результаті адміністративно-територіальної реформи та ліквідації   Синельниківського (1923—2020)району, село увійшло до складу новоутвореного Синельниківського району.

## Населення
Згідно з переписом УРСР 1989 року чисельність наявного населення села становила 574 особи, з яких 262 чоловіки та 312 жінок.
За переписом населення України 2001 року в селі мешкало 619 осіб.

### Мова
Розподіл населення за рідною мовою за даними перепису 2001 року:
| Мова       | Відсоток |
| ---------- | -------- |
| українська | 88,76 %  |
| російська  | 6,74 %   |
| вірменська | 0,32 %   |
| румунська  | 0,16 %   |
| інші       | 4,02 %   |

## Економіка
- ТОВ «Промінь».
- ТОВ «Екопродукт».
- ТОВ «МП Маяк».

## Об'єкти соціальної сфери
- Школа.
- Дитячий садочок.
- Амбулаторія.
- Клуб.

## Пам'ятки
Біля села знаходиться іхтіологічний заказник місцевого значення Балка Велика Осокорівка.